# Districtul Enying
Enying (în maghiară Enyingi járás) este un district în județul Fejér, Ungaria.
Districtul are o suprafață de 278,46 km2 și o populație de 13.187 locuitori (2013).